# Цецовка
Цецовка (укр. Цецівка) — село в Зборовской городской общине Тернопольского района Тернопольской области Украины.
Код КОАТУУ — 6122682530. Население по переписи 2001 года составляло 18 человек.
До 2020 года входило в Зборовский район.

## Географическое положение
Село Цецовка находится на расстоянии в 1 км от сёл Йосиповка и Хоростец.
По селу протекает пересыхающий.

## История
- 1503 год — дата основания.